# Lamai
Lamai là một thị xã và là một nagar panchayat của quận Imphal East thuộc bang Manipur, Ấn Độ.

## Nhân khẩu
Theo điều tra dân số năm 2001 của Ấn Độ, Lamai có dân số 4077 người. Phái nam chiếm 51% tổng số dân và phái nữ chiếm 49%. Lamai có tỷ lệ 66% biết đọc biết viết, cao hơn tỷ lệ trung bình toàn quốc là 59,5%: tỷ lệ cho phái nam là 74%, và tỷ lệ cho phái nữ là 57%. Tại Lamai, 13% dân số nhỏ hơn 6 tuổi.